# Cláudio Cavalcanti
Cláudio Cavalcanti, nome completo Cláudio Murillo Cavalcanti (Araguari, 24 febbraio 1940 – Rio de Janeiro, 29 settembre 2013), è stato un attore e politico brasiliano.
Apparve in oltre settanta produzioni cinematografiche e televisive.

## Biografia
Di famiglia italiana, Cláudio Cavalcanti fu uno dei pionieri della tv in Brasile.  Esordì nel 1956, all'età di sedici anni, al Teatro Brasileiro de Comédia, recitando al fianco di Nathália Timberg e Fernanda Montenegro. Nello stesso anno apparve per la prima volta in televisione. Dal 1956 non interruppe mai la sua carriera, continuando a recitare in teatro, televisione e cinema.
Nel 1970 fu l'attore principale del discusso film Sulla piazza di Rio me le faccio tutte io diretto dal regista italiano Alberto Pieralisi.
Interpretò il ruolo di João Magalhães, uno dei due protagonisti della telenovela Terre sconfinate, ed ebbe ruoli notevoli in altre produzioni TV Globo: Edyr in Agua Viva e il Dr. Alberto Rezende in A Viagem.
Nell'ottobre del 2000 fu eletto consigliere della città di Rio de Janeiro nelle file dell'allora PFL, con lo slogan elettorale  "Por uma política de respeito aos animais". Rieletto nel 2004, completò anche il secondo mandato. In otto anni di attività legislativa, promulgò o approvò 29 leggi, considerate pionieristiche in relazione alla difesa dei diritti degli animali.
Morì nel 2013 a causa di uno shock cardiogeno, sopravvenuto mentre era ricoverato in una clinica per un intervento alla colonna vertebrale; dopo la cremazione, le sue ceneri furono gettate nell'Atlantico.
Ricevette postumo nel novembre 2013 il premio come miglior attore non protagonista dall'Academia Brasileira de Cinema per la sua interpretazione nel lungometraggio Astro - Uma Fábula Urbana em um Rio de Janeiro Mágico diretto da Paula Trabulsi.

## Filmografia parziale

### Cinema
- Pluft, o Fantasminha, regia di Romain Lesage (1962)
- A um Pulo da Morte, regia di Victor Lima (1969)
- Sulla piazza di Rio me le faccio tutte io, regia di Alberto Pieralisi (1970)
- Ipanema, Adeus, regia di Paulo Roberto Martins (1975)
- Um Marido Contagiante, regia di Carlos Alberto de Souza Barros (1977)
- Astro - Uma Fábula Urbana em um Rio de Janeiro Mágico, regia di Paula Trabulsi (2012)

### Televisione

#### Serie TV
- Rosa Rebelde (1969)
- O Retrato de Laura (1969)
- Enquanto Houver Estrelas (1969)
- O Homem Que Deve Morrer (1971-1972)
- Carinhoso (1973-1974)
- O Feijão e o Sonho (1976)
- Vejo a Lua no Céu (1976)
- Agua Viva (1980)
- Destini (Baila comigo) (1981)
- Terre sconfinate (1981)
- A Viagem (1994)
- Marcas da Paixão (2000)